# Rolândia (ort)
Rolândia är en ort i Brasilien.   Den ligger i kommunen Rolândia och delstaten Paraná, i den södra delen av landet, 900 km söder om huvudstaden Brasília. Rolândia ligger 736 meter över havet och antalet invånare är 51 004.
Terrängen runt Rolândia är huvudsakligen platt, men åt nordväst är den kuperad. Rolândia ligger uppe på en höjd. Runt Rolândia är det ganska tätbefolkat, med 160 invånare per kvadratkilometer.. Närmaste större samhälle är Arapongas, 13,4 km söder om Rolândia.
Runt Rolândia är det i huvudsak tätbebyggt.